# Lazar Moiseyevich Kaganovich

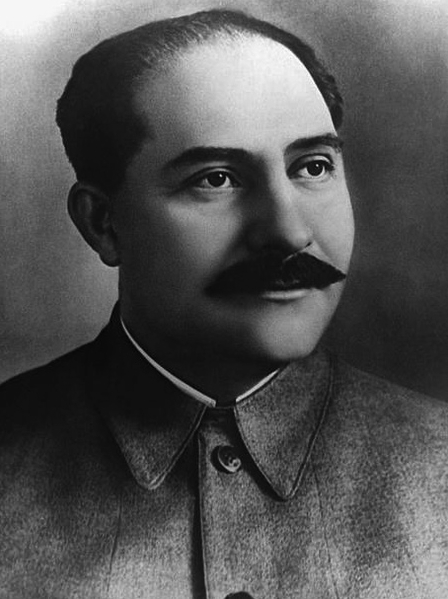
Lazar Moiseyevich Kaganovich

Lazar Moiseyevich Kaganovich (tiếng Nga: Лазарь Моисеевич Каганович, 22 tháng 11 [10 Tháng 9] 1893 - 25 tháng 7 năm 1991) là một chính trị gia Xô viết, nhà quản lý và là một trong những cộng sự chính của Joseph Stalin. Khi ông mất vào năm 1991, ông là người Bolshevik cuối cùng còn sống.

## Tiểu sử
Kaganovich sinh năm 1893 với cha mẹ Do Thái  ở làng Kabany, Radomyshl uyezd, Kiev Governorate, Đế chế Nga (nay là Dibrova, Poliske Raion, Kiev Oblast, Ukraine). Đầu năm 1915, Kaganovich trở thành nhà tổ chức Cộng sản tại một nhà máy giày nơi ông làm việc.
Khoảng năm 1911, ông gia nhập Đảng Bolshevik (anh trai Mikhail Kaganovich của ông đã trở thành thành viên vào năm 1905). Năm 1915 Kaganovich bị bắt và đưa về Kabany. Trong tháng 3-tháng 4 năm 1917, ông từng giữ chức Chủ tịch Hiệp hội Tanners và làm Phó Chủ tịch Liên Xô Yuzovka. Tháng 5 năm 1917, ông trở thành lãnh đạo của tổ chức quân sự của Bolsheviks ở Saratov, và tháng 8 năm 1917, ông trở thành lãnh đạo của Ủy ban Polessky của Đảng Bolshevik ở Belarus. Trong Cách mạng tháng 10 năm 1917, ông lãnh đạo cuộc nổi dậy ở Gomel.

## Chức vụ
Năm 1918 Kaganovich đóng vai trò chỉ huy bộ phận tuyên truyền của Hồng quân. Từ tháng 5 năm 1918 đến tháng 8 năm 1919, ông là Chủ tịch Ủy ban Ispolkom của Hiệp hội Nizhny Novgorod. Trong những năm 1919-1920, ông làm Thống đốc của Voronezh Gubernia. Những năm 1920-1922 ông ở Turkmenistan như một trong những người lãnh đạo cuộc chiến tranh Bolshevik chống lại các phiến quân Hồi giáo địa phương (basmachi), và cũng chỉ huy các cuộc trừng phạt tiếp theo chống lại phe đối lập địa phương.
Tháng 5 năm 1922, Stalin trở thành Tổng Bí thư Ban Chấp hành Trung ương Đảng Cộng sản Liên Xô và ngay lập tức thuyên chuyển Kaganovich vào bộ máy của ông để lãnh đạo Ban Tổ chức hoặc Orgburo của Ban Thư ký. Trong những năm 1930, Kaganovich, cùng với các nhà quản lý dự án Ivan Kuznetsov, và sau đó, Isaac Segal, đã tổ chức và đóng góp rất lớn cho việc xây dựng hệ thống tàu điện ngầm đầu tiên của Liên Xô, Metro Moscow, được gọi là Metropoliten.Trong thời gian này, ông cũng giám sát việc phá hủy nhiều di tích lâu đời nhất của thành phố, bao gồm Nhà thờ Chúa Kitô Đấng Cứu Rỗi.